# Kierowani duchem Bożym

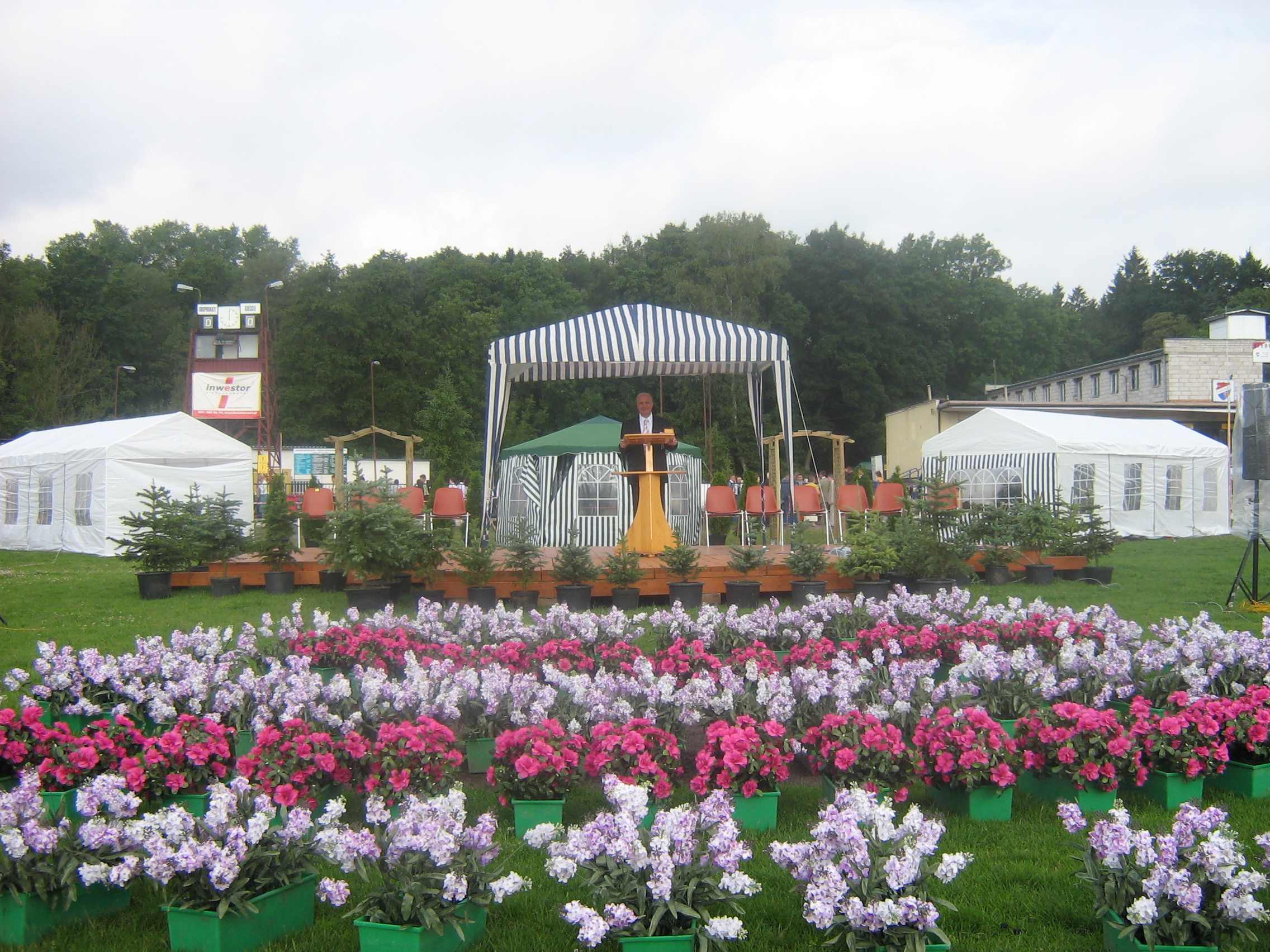
Mówca na kongresie pod hasłem „Kierowani duchem Bożym” (Stadion Arkonii Szczecin, 2008)

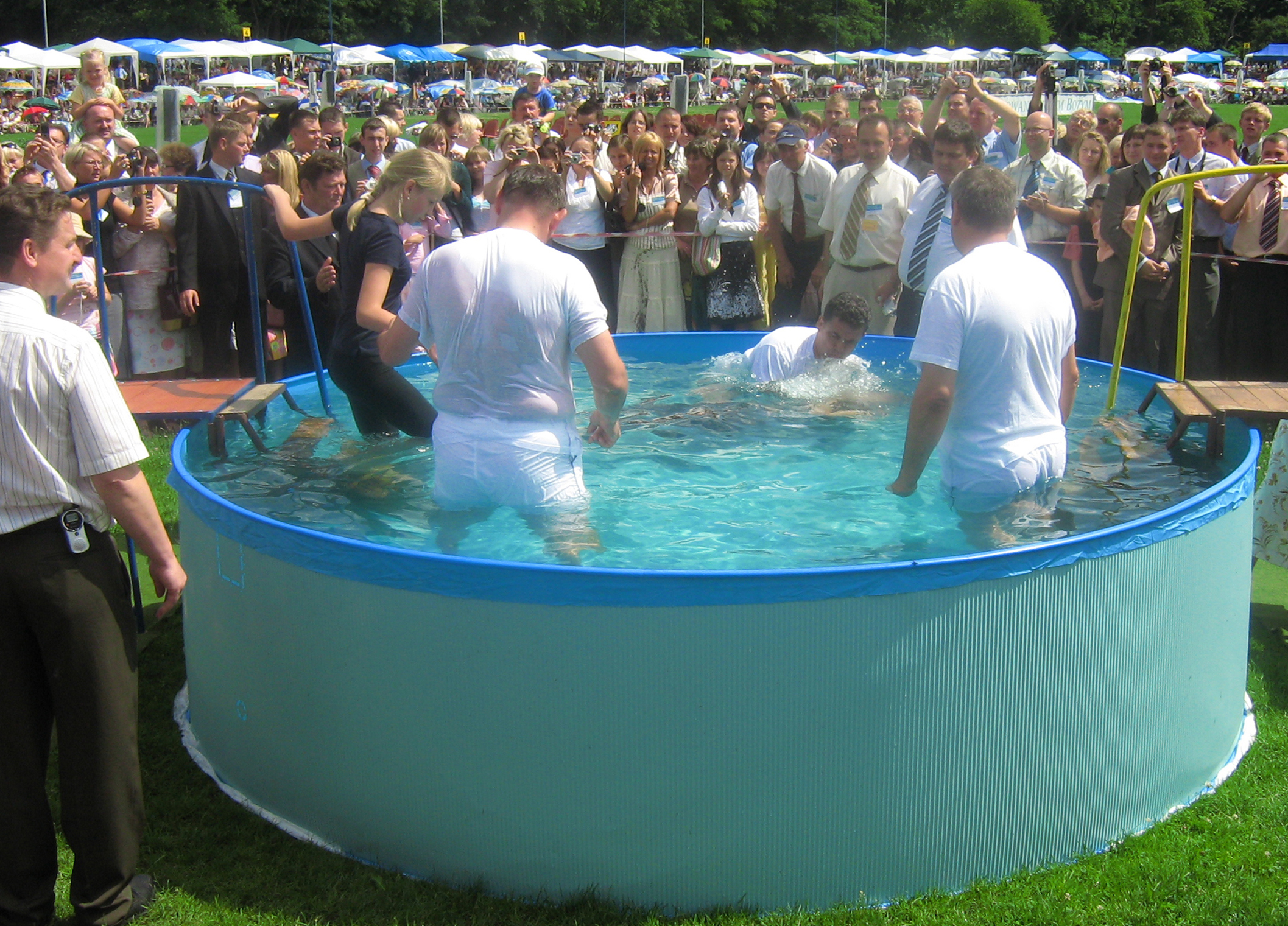
Chrzest (Szczecin, 2008)

Kierowani duchem Bożym – ogólnoświatowa seria kongresów (dużych spotkań religijnych) zorganizowanych przez Świadków Jehowy, które rozpoczęły się w maju 2008 roku, a zakończyły w styczniu 2009 roku. Odbyły się w 155 krajach.

## Kongresy

### Polska
W Polsce zorganizowano 24 kongresy w 19 miastach. Program został przedstawiony w językach polskim i polskim języku migowym (po raz pierwszy jako osobny kongres wyłącznie w tym języku). Ochrzczono 1427 osób.
- 27–29 czerwca
  - Białystok, Stadion Hetmana[7]. Przeszło 4 tys. obecnych[8][9][10].
  - Gdynia, Stadion GOSiR. Około 8 tys. obecnych[11].
  - Lublin, Hala Sportowo-Widowiskowa „Globus”[12]
  - Łódź, Stadion Widzewa Łódź[13]
  - Sosnowiec, Centrum Kongresowe Świadków Jehowy
  - Zielona Góra, Stadion MOSiR. Około 5 tys. obecnych[14].

- 4–6 lipca
  - Łódź, Sala Zgromadzeń (program w polskim języku migowym)[13]
  - Ostrów Wielkopolski, Stadion Miejski
  - Poznań, Stadion Miejski. Przeszło 9 tys. obecnych. Tydzień przed kongresem 1800 wolontariuszy wysprzątało obiekt[15].
  - Rzeszów, Hala Podpromie. 5447 obecnych, 39 osób zostało ochrzczonych[16][17][18][19].
  - Sosnowiec, Centrum Kongresowe Świadków Jehowy. Około 7 tys. obecnych[20].
  - Warszawa, Stadion Legii. Ponad 13 tys. obecnych[21].
- 11–13 lipca
  - Koszalin, Stadion Gwardii[22][23]
  - Sosnowiec, Centrum Kongresowe Świadków Jehowy. Przeszło 8 tys. obecnych.[potrzebny przypis]
  - Starachowice, Stadion Star Starachowice
  - Szczecin, Stadion Arkonii. Ochrzczono 85 osób[24][25].
  - Wałbrzych, Stadion Zagłębia. Ponad 8 tys. obecnych[26].

- 18–20 lipca
  - Bydgoszcz, Stadion Polonii. Przeszło 7 tys. obecnych, 71 osób zostało ochrzczonych[27][28][29][30].
  - Olsztyn, Stadion OSiR. Około 4 tys. obecnych, ochrzczono 36 osób[31].
  - Sosnowiec, Centrum Kongresowe Świadków Jehowy[32]
  - Wrocław, Hala Ludowa[33]. Ponad 5 tys. obecnych[34].
  - Zamość, Stadion OSiR. Przeszło 6 tys. obecnych[35].

- 25–27 lipca
  - Opole, Stadion Miejski „Odra”. 3500 obecnych, 45 osób zostało ochrzczonych[36][37][38].
  - Sosnowiec, Centrum Kongresowe

### Kongresy na świecie

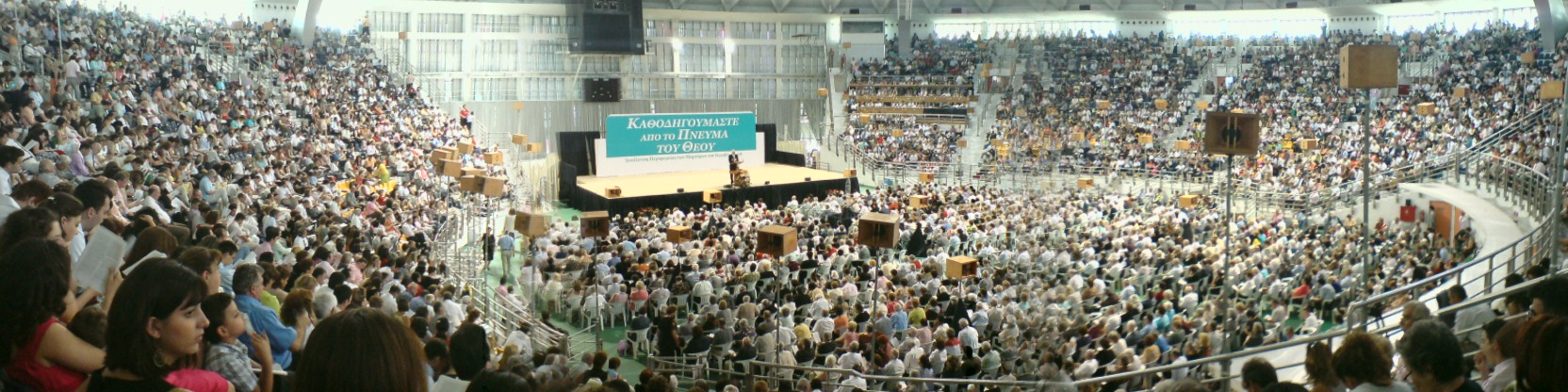
Kongres pod hasłem „Kierowani duchem Bożym” w Salonikach (2008)

Kongresy zostały zorganizowane przez Ciało Kierownicze Świadków Jehowy w 155 krajach. W samych tylko Stanach Zjednoczonych odbyło się 305 kongresów.
W języku polskim odbyły się również we Francji (Creil, Sala Zgromadzeń, 18–20 lipca; na kongresach we Francji program został przedstawiony w 15 językach), w Niemczech (Duisburg, MSV Arena, 18–20 lipca; na kongresach w Niemczech program został przedstawiony w 15 językach), Stanach Zjednoczonych (Romeoville, Sala Zgromadzeń, 18–20 lipca; na kongresach w Stanach Zjednoczonych program został przedstawiony w 23 językach) w Wielkiej Brytanii oraz we Włoszech (Rzym, Sala Zgromadzeń, 12–23 lipca; na kongresach we Włoszech program został przedstawiony w 22 językach).
W niektórych krajach na kongresach ogłoszono wydanie Pisma Świętego w Przekładzie Nowego Świata: w Ghanie w języku twi (Akuapem); na Madagaskarze w języku malgaskim; na Malcie w języku maltańskim; w Turcji w języku tureckim oraz w Zambii w języku bemba.
Ogłoszono także wydanie Chrześcijańskich Pism Greckich w Przekładzie Nowego Świata (Nowy Testament) na kongresach: w Etiopii w języku amharskim; w Kambodży w języku khmerskim; Mjanmie w języku birmańskim oraz w Republice Środkowoafrykańskiej w języku sango.
Po raz pierwszy kongres odbył się w Kosowie, w Prisztinie dla Świadków Jehowy z Kosowa program został przedstawiony w języku albańskim oraz serbskim.

## Ważne punkty programu
Według organizatorów, Ciała Kierowniczego Świadków Jehowy, trzydniowy program miał na celu podkreślić, „że w dzisiejszych niespokojnych czasach ludzie szukają rad, a Biblia uczy, że święty duch Boży udziela niezbędnej pomocy”. Motto na piątek zaczerpnięto z Ewangelii według Jana 16:13 „Duch (...) wprowadzi was w całą prawdę”, na sobotę – z Listu do Galatów 6:8 „Sianie ze względu na ducha”, a na niedzielę z Listu do Galatów 5:16 „Stale postępujcie według ducha”.
- Dramat (biblijne przedstawienie kostiumowe): Nie utrać „miłości, którą przejawiałeś pierwotnie” (ukazywał różne postawy pierwszych chrześcijan i sytuacje, do jakich mogło między nimi dochodzić pod koniec I stulecia n.e.)[2]
- Słuchowisko: Stańcie się słuchaczami i wykonawcami Słowa Bożego (Łukasza 4:1–30; 1 Królów 17:8–24)[45].
- Wykład publiczny: Zaznawaj błogosławieństw dzięki Królowi kierowanemu duchem Bożym[3]